# Lear Lake
Lear Lake är en sjö i Algoma District i provinsen Ontario i den sydöstra delen av Kanada.  Lear Lake ligger 240 meter över havet. Sjön har sitt utlopp i väster och vattnet rinner 0,1 kilometer till Plump Lake och vidare till Chiblow Lake. Lear Lake tillhör Blind Rivers avrinningsområde.